# Francisco Lafarga
Francisco Lafarga Maduell (Lérida, 20 de septiembre de 1948) es un profesor universitario e investigador.

## Carrera académica
Cursó sus estudios en la Facultad de Filosofía y Letras de la Universidad de Barcelona, donde se licenció en 1970 y se doctoró en 1973 con una tesis sobre Voltaire en España, 1734-1835. Ha sido desde 1970 hasta su jubilación en 2010 docente en la Universidad de Barcelona, de la cual es profesor emérito, tras haber ocupado una cátedra de Filología Francesa desde 1990. Durante el periodo 1993-1997 fue catedrático en la Facultad de Traducción e Interpretación de la Universidad Pompeu Fabra. Ha formado parte de la junta directiva de la APFUE (Asociación de Profesores de Francés de la Universidad Española), de la que fue presidente entre 2001 y 2010. En 2005 el gobierno de la República Francesa le concedió la orden de las Palmes Académiques en el grado de oficial, y en 2009 recibió el premio María Martínez Sierra de Traducción Teatral de la Asociación de Directores de Escena de España por la traducción de varias obras de Diderot vinculadas con el teatro.
Se ha especializado en el estudio de la literatura francesa y española del siglo XVIII, así como de las relaciones entre ambas, dentro del marco de la historia de las traducciones y de la literatura comparada. Ha impartido cursos regulares de literatura francesa, literatura comparada e historia de las traducciones en la Universidad de Barcelona y en la Universidad Pompeu Fabra; ha pronunciado conferencias y participado en seminarios, programas de doctorado y cursos de postgrado sobre literatura francesa, literatura comparada y traducción en varias universidades españolas y extranjeras. Ha desarrollado una intensa y fructífera actividad en el campo de los estudios franceses, la traducción y la literatura comparada. En este sentido, cabe mencionar su labor como director de equipos de investigación con proyectos financiados y como organizador de encuentros científicos y coloquios, que han dado lugar a numerosas publicaciones. 
Su producción científica comprende obras de autoría propia, así como ediciones y traducciones. Es autor o coautor de distintos libros sobre recepción de la literatura francesa en España (Voltaire, Balzac y V. Hugo; el teatro del siglo XVIII) y sobre traducción. Es, asimismo, organizador de varios volúmenes destinados a la docencia universitaria, tanto en el ámbito de la filología francesa como en el de la traducción. También se ha ocupado, solo o en colaboración con otros colegas, de la edición de volúmenes colectivos de estudios científicos en relación con los ámbitos señalados, tanto referidos a España como a Hispanoamérica. En su faceta de traductor, se ha dedicado primordialmente a la literatura clásica francesa, con versiones de Racine (Bayaceto y Fedra), Marivaux (varias obras teatrales), Voltaire (distintos cuentos), Diderot (la novela Jacques el fatalista y obras relacionadas con el teatro) y Beaumarchais (Las bodas de Fígaro), aunque también ha traducido otras obras, como Racismo y Occidente de Ch. Delacampagne y Marx, su vida y su obra de J. Elleinstein, así como una antología de viajeras francesas por la España del siglo XIX. La mayoría de estas traducciones se acompaña de estudio preliminar, bibliografía y notas. También se le debe una cuidada edición de Sainetes de Ramón de la Cruz. En la actualidad dirige, en colaboración con Luis Pegenaute, los portales temáticos BITRES (Biblioteca de Traducciones Españolas) y BITRAHIS (Biblioteca de Traducciones Hispanoamericanas) en la Biblioteca Virtual Miguel de Cervantes.

## Obras

### Como autor
- Voltaire en España, 1734-1835. Barcelona, U. de Barcelona, 1982.
- Las traducciones españolas del teatro francés, 1700-1835. Barcelona, U. de Barcelona, 1983 y 1988, 2 vols.
- Voltaire en Espagne, 1734-1835. Oxford, The Voltaire Foundation, 1989.
- Bibliografía anotada de estudios sobre recepción de la cultura francesa en España. Barcelona, PPU, 1998.
- Las traducciones españolas de Victor Hugo. Barcelona, PPU, 2002.
- Traducciones españolas de la obra de H. de Balzac. Barcelona, PPU, 2003, con L. Anoll.
- El discurso sobre la traducción en la España del siglo XVIII. Estudio y antología. Kassel, Reichenberger, 2004; con Mª J. García Garrosa.
- Traductores y prologuistas de V. Hugo en España. Barcelona, PPU, 2008.

### Como traductor
- Beaumarchais, El día de las locuras o Las bodas de Fígaro. Barcelona, Bosch, 1977.
- Diderot, Jacques el fatalista y su amo. Barcelona, Bosch, 1978.
- Voltaire, Zadig. Cándido. Barcelona, Bosch, 1982.
- Christian Delacampagne, Racismo y Occidente. Barcelona, Argos Vergara, 1983.
- Racine, Bayaceto. Fedra. Barcelona, Bosch, 1984.
- Max Elleinstein, Marx, su vida y su obra. Barcelona, Argos Vergara, 1985.
- Voltaire, Micromegas y otros cuentos. Madrid, Siruela, 1986.
- Marivaux, Arlequín pulido por el amor. La isla de los esclavos. Juegos de amor y fortuna. La escuela de las madres. Las falsas confidencias. Madrid, Gredos, 2003.
- Diderot, El hijo natural. Conversaciones sobre el Hijo natural. Madrid, ADE, 2008.
- Diderot, El padre de familia. De la poesía dramática. Madrid, ADE, 2009.
- Miradas de mujer. Viajeras francesas por la España del siglo XIX. Madrid, Castalia, 2012.

### Como editor
- Textos para el estudio de la literatura francesa. Barcelona, PPU, 1985, con L. Anoll (varias reed.).
- Imágenes de Francia en las letras hispánicas. Barcelona, PPU, 1989.
- Sainetes de Ramón de la Cruz. Madrid, Cátedra, 1990.
- Traducción y adaptación cultural: España-Francia. Oviedo, U. de Oviedo, 1991, con Mª L. Donaire.
- Teatro y traducción. Barcelona, U. Pompeu Fabra, 1995, con R. Dengler.
- El discurso sobre la traducción en la historia. Antología bilingüe. Barcelona, EUB, 1996.
- El teatro europeo en la España del siglo XVIII. Lleida, U. de Lleida, 1997.
- La traducción en España, 1750-1830. Lengua, literatura, cultura. Lleida, U. de Lleida, 1999.
- Los clásicos franceses en la España del siglo XX. Estudios de traducción y recepción. Barcelona, PPU, 2001, con A. Domínguez.
- Neoclásicos y románticos ante la traducción. Murcia, U. de Murcia, 2002, con C. Palacios y A. Saura.
- Historia de la traducción en España. Salamanca, Ambos Mundos, 2004, con L. Pegenaute.
- Traducción y traductores, del Romanticismo al Realismo. Berna, P. Lang, 2006, con L. Pegenaute.
- Alexandre Dumas y Victor Hugo. Viaje de los textos y textos del viaje. Lleida, Pagès, 2006, con À. Santa.
- Literatura de viajes y traducción. Granada, Comares, 2007, con Pedro Méndez y Alfonso Saura.
- Diccionario histórico de la traducción en España. Madrid, Gredos, 2009, con L. Pegenaute.
- Traducción y autotraducción en las literaturas ibéricas. Berna, P. Lang, 2010, con E. Gallén y L. Pegenaute.
- Interacciones entre las literaturas ibéricas. Berna, P. Lang, 2010, con E. Gallén y L. Pegenaute.
- Relaciones entre las literaturas ibéricas y las literaturas extranjeras. Berna, P. Lang, 2010, con E. Gallén y L. Pegenaute.
- Cincuenta estudios sobre traducciones españolas. Berna, P. Lang, 2011, con Luis Pegenaute.
- Le XVIIIe siècle aujourd’hui: présences, lectures et réécritures. París, Le Manuscrit, 2011, con Á. Llorca y Á. Sirvent.
- Aspectos de la historia de la traducción en Hispanoamérica: autores, traducciones y traductores. Vigo, Academia del Hispanismo, 2012, con L. Pegenaute.
- Lengua, cultura y política en la historia de la traducción en Hispanoamérica. Vigo, Academia del Hispanismo, 2012, con L. Pegenaute.